# 309
El 309 (CCCIX) fou un any comú començat en dissabte del calendari julià.

## Esdeveniments
- 18 d'abril: comença el pontificat del papa Eusebi, que el 17 d'agost és desterrat a Sicília (fets esdevinguts possiblement el 310).[1]
- El rei Hormizd II, governant de l'Imperi Sassànida, exigeix que el rei dels Gassànides pagui tribut. Després que el rei es negués, Hormizd envaeix el territori Gassanid però es mort i ocupa el tron Sapor II.[2]